# Whitesnake
Whitesnake (в перекладі з англ. «біла змія») — легендарний британський рок-гурт, що працював у жанрах хард-рок, хеві-метал, блюз-рок, глем-метал.

## Стислі дані
Whitesnake у 1978 році заснував Девід Ковердейл, фронтмен гурту Deep Purple, який розпався роком раніше. Стиль гурту розвивався від блюз-року та хард-року до все більш комерційного хеві-метала до кінця 1980-х років. Тоді ж альбоми Whitesnake розпродавали мільйонними тиражами по всьому світу, найбільшого успіху досяг однойменний альбом Whitesnake, який став платиновим у США.
За багаторічну історію існування склад колективу змінювався кілька разів, музиканти на час розходилися.
Whitesnake було названо 85-им найкращим рок-гуртом усіх часів за версією телеканалу VH1.

## Склад гурту
- Девід Ковердейл — вокал (1978–1991, 1994, 1997, 2002–наш час)
- Томмі Олдрідж — ударні (1987–1991, 2002–2007, 2013–наш час)
- Реб Біч — гітара (2002–наш час)
- Майкл Девін — бас-гітара (2010–наш час)
- Брайан Руді — клавішні (2011–наш час)
- Джоель Хекстра — гітара (2014–наш час)

## Дискографія

### Студийні записи
- 1978 — Snakebite (EP)
- 1978 — Trouble
- 1979 — Lovehunter
- 1980 — Ready an' Willing
- 1981 — Come an' Get It
- 1982 — Saints and Sinners
- 1984 — Slide It In
- 1987 — 1987
- 1989 — Slip of the Tongue
- 1997 — Restless Heart
- 2008 — Good to Be Bad
- 2011 — Forevermore
- 2015 — The Purple Album

### Концертні альбоми
- 1980 — Live at Hammersmith (1978)
- 1980 — Live … In the Heart of the City (1980)
- 1998 — Starkers in Tokio (1997)
- 2005 — Live … in the Still of the Night (2005)
- 2006 — Live … in the Shadow of Blues (2006) (включає в себе чотири студійних композиції)